# 実効入力雑音温度
電気通信において、実効入力雑音温度は二端子対回路もしくは増幅器のソース雑音温度で、実際にはノイズのないソースに接続された回路網もしくは増幅器である、ノイズのない回路網もしくは増幅器に接続していると、出力雑音パワーと同じになる。雑音指数を Fとしたとき、標準雑音温度が290 K である場合、実効雑音温度 Tn は 290(F-1) となる。

## 参照
この記事にはパブリックドメインである、アメリカ合衆国連邦政府が作成した次の文書本文を含む。Federal Standard 1037C. アメリカ合衆国連邦政府一般調達局.（MIL-STD-188内）